# Albiztur
Albiztur is een gemeente in de Spaanse provincie Gipuzkoa in de regio Baskenland met een oppervlakte van 13 km². Albiztur telt 330 inwoners (1 januari 2016).